# Bischwiller
Bischwiller är en kommun i departementet Bas-Rhin i regionen Grand Est (tidigare regionen Alsace) i nordöstra Frankrike. Kommunen ligger i kantonen Bischwiller som tillhör arrondissementet Haguenau. År 2022 hade Bischwiller 12 211 invånare.

## Befolkningsutveckling
Antalet invånare i kommunen Bischwiller
| Referens: INSEE |